# زيرو (ميجا مان)

شخصية زيرو

زيرو (بالإنجليزية: Zero)‏ (باليابانية: ゼロ) ، هو الشخصية الثانية لسلسلة لعبة ميجا مان إكس، وهو محارب خيالي، وظهر زيرو في الجزء الأول وهو جندي الميكانيكية لمحاربة الأليين الأشرار الذين يدمرون الأرض، ويمثل الدور المساند والمساعد للشخصية الأساسية لميجا مان.